# 西人黨
西人黨是朝鲜王朝宣祖時期的两班士林派朋黨，于1575年至1694年间存在。
這一派以住在漢城府西方的沈義謙為首，支持者稱西人黨，他們支持朱子學中李栗谷主氣説。
大司憲李珥在世时两派相安无事，而在他死后两派开始斗争。东人黨开始掌握政权，西人黨以鄭汝立谋叛为由攻击他们奪权（己丑獄事）。1591年西人黨在立世子问题上失脚又被东人黨攻击，东人黨重掌政府开始肅清西人黨。
萬曆朝鮮戰爭前，西人黨黄允吉與東人黨金誠一被派日本探測豐臣秀吉動向，因两人結論不同而無法抵禦進攻。
在光海君被擁立後西人勢力衰弱，仁祖反正和己亥禮訟後勢力恢復。但在第二次禮訟（甲寅禮訟（韓語：갑인예송））中南人黨主張被接納，西人黨勢力為之一掃。1680年肅宗因怕南人黨勢力擴張而将南人大量逐出朝廷稱為庚申换局，西人黨重掌朝政，後因對待南人、外戚態度不同分裂成老論派與少論派。1689年西人黨因反對冊封張禧嬪所生王子為世子，發生己巳換局，西人領袖宋時烈被賜死，南人黨回朝，仁顯王后被廢。1694年南人以咸以完（韓語：함이완）事件製造甲戌獄事，肅宗下令換局，南人勢力退出朝廷，西人黨回朝，仁顯王后復位，張氏降號為禧嬪，老論派與少論派分裂明確化。

## 西人的重要領袖
- 沈義謙
- 李珥
- 朴淳（朝鲜语：박순 (조선)）
- 鄭澈
- 尹斗壽
- 金長生
- 金瑬
- 宋時烈